# 泰期
泰期（たいき、たいち）は、中山王察度の弟であり、天願按司。

## 略歴
1371年、明の洪武帝が太宰府の南朝に派遣した楊載が十月に南京に歸國し、洪武帝はすぐ1372年正月に同じ楊載を琉球に招諭使として琉球に使す。わずか三か月の速斷速決は謎であったが、近年のいしゐのぞむ（石井望）の新説では日本琉球側が楊載のため琉球航路を案内したとする。同年冬、楊載の歸國時に察度は弟の泰期を朝貢の使者として送り、表を奉り臣を稱し、貢物を獻上した。
「おもろさうし」卷十五に讀谷の宇座のたちよもいが詠ぜられるが、これを泰期だとするのが近年の主流説となっている。

### 研究
宇座泰期説は、もともと1957年、琉球学の大家仲原善忠著『おもろさうし新釈』（68、69条）が泰期を宇座のたちよもいに擬したのが最初であるが、適合史料は存在しない。1975年以後に読谷村教育委員会が採話した『宇座の民話』に宇座=泰期説が見えるが、仲原よりも後に出たものである。読谷出土の貿易陶磁も主に15世紀中期に分布し、泰期の年代と乖離している。
一方、察度の一族の奥間家『元祖之由来記』孤本に、察度の弟「金満（かねまん）按司」が唐と大和を往復し、国頭の奥間で鍛冶を開業し、宜野湾の真志喜に帰郷したことを述べ、泰期の人物像に符合するが、泰期の名を挙げていない。1933年の慶留間知徳『琉球祖先宝鑑』の金満按司の諸条もほぼ同じである。原田信之「奥間大親と察度王」（2003年）によれば、現在まで奥間家では察度の弟の天願按司を祭っていて、宗族の人も不可解と語っているが、やはり泰期の名は出ない。
天願按司を泰期とする説は、(城間正安 1924, p. 54)、及び1932年島袋源一郎『伝説補遺・沖縄歴史』（83頁）、1937年平凡社『新撰大人名辞典』「察度」条（東恩納寛惇執筆）、1959年川平朝申「郷土の歩み」6（民政府『今日の琉球』12月号）などに見える。天願按司は鍛冶ゆえに別名金満であるが、泰期と緊密に関わる地名は天願、奥間、真志喜であって、仲原の新説より以前には宇座に結びつかない。
いしゐの新説では、宇座のたちよもいは越來のたちよもいと同じく尚泰久であり、それと別に泰期は天願（てくらん）の「てく」の字音に外ならないとする。いしゐ説によれば、泰期の大貿易を詠じたおもろは一首だけある。琉球学の大家東恩納寛惇『琉球人名考』（大正13年序）第五章に引くおもろに、「てこらんの大屋子、唐の道、あけわちへ。てこらんす、にほんうちにどよめ」とある。” てこらん（天願、てくらん）が唐貿易を創業した。にほんうち（日本全土）に名よ響け“ との意であり、察度の弟、天願按司泰期に符合する。
しかし『おもろさうし』巻14に収録する同歌の諸本は全て「てこらん」を「てとこん」に作り、前後に佐敷・知念近隣のおもろが連続していて、巻の意図として佐敷の手登根を詠じたおもろとなっている。尚巴志の家史『佐銘川大ぬし由来記』にもこのおもろが引かれ、手登根の功績を讃えている。「てとこん」「てこらん」は続け書きの字形が似ている。東恩納は当時『おもろさうし』研究の草創は久しからず、『琉球人名考』はおもろを炯眼で独自に解釈した書と評価されている。東恩納は大貿易創業が手登根よりも天願泰期にふさわしいとして独自に「てとこん」を「てこらん」と解したとも考へられる。
古詩集で編者の意図が追加されるのは常である。例えば『万葉集』開巻第一「こもよみこもち」は雄略天皇に仮託したとするのが定説である。『おもろさうし』も歌の配列などが不可解なので、『おもろさうし』の手登根が編纂以前にもともと天願だったとすれば、察度の弟泰期の謎が解けるという。
佐敷の豪族手登根の貿易については、手登根の地元にフッチャー石（福建石）と呼ばれる碇石が現存し、信憑性があるが、いしゐのぞむは、手登根の功績を讃へるために天願のおもろが流用されたのではないか、とする。鮫川大主の出世譚が金丸尚圓王に流用されたのと類似の現象だと、いしゐは説明する。